# Lichnochromis acuticeps
Lichnochromis acuticeps – gatunek słodkowodnej ryby z rodziny pielęgnicowatych (Cichlidae), jedyny przedstawiciel rodzaju Lichnochromis. Bywa hodowany w akwariach.

## Występowanie
Gatunek endemiczny jeziora Malawi w Afryce.

## Opis
Osiąga w naturze do 14 cm długości. 

## Warunki w akwarium
| Zalecane warunki w akwarium | Zalecane warunki w akwarium |
| --------------------------- | --------------------------- |
| Zbiornik                    | duży                        |
| Temperatura wody            | 24–27 °C                    |
| Twardość wody               | twarda 8–25°n               |
| Skala pH                    | 7,3–8,8                     |
| Pokarm                      |                             |